# SIG SAUER P230に関連する作品の一覧
SIG SAUER P230に関連する作品の一覧は、SIG社の拳銃SIG SAUER P230に関連する作品の一覧である。

## 映画・テレビドラマ
『BOSS』
　シーズン１で捜査員たちが使用。
『REDリターンズ』
主人公のフランク・モーゼズが恋人のサラ・ロスにトリガーとハンマーが金色のP232SLをプレゼントする。
『SP 警視庁警備部警護課第四係』
『SP 野望篇・革命篇』
SP配属の警官や機動隊の隊員がP230JPを使用する。
『SPEC〜警視庁公安部公安第五課 未詳事件特別対策係事件簿〜』
刑事課員がP230JPを使用する。
『S -最後の警官- 奪還 RECOVERY OF OUR FUTURE』
銃器対策部隊の隊員が装備していた物をM(オダギリジョー)が奪って主人公神御蔵一號(向井理)に持たせ自分の額に突き付けさせる。
『相棒 -劇場版- 絶体絶命! 42.195km 東京ビッグシティマラソン』
序盤にて衆議院議員片山雛子を警護する警察官が装備。構えてはいるものの発砲はしていない。
『アリアドネの弾丸』
宇佐見壮一がP230JPを使用する。
『アンフェア the special コード・ブレーキング～暗号解読』
雪平夏見がP230を使用する。
『インセプション』
モル（マリオン・コティヤール）がP232を使用する。
『科捜研の女』
SP配属警察官が使用。　
『仮面ライダークウガ』
第3話にて対未確認生命体用に、警視庁の合同捜査本部と長野県警察に配備される事が語られていたが、第7話にて幾度の戦闘の結果、本銃では威力不足と判断されて配備は見送られる。その代わりに本銃より威力が高い.357マグナム弾を使用するコルト・パイソンが捜査員に配備された。
『緊急取調室』
監物 大二郎が使用。
『警視庁機動捜査隊216』
第二機動捜査隊目黒分駐所の捜査員が使用。
『交渉人〜THE NEGOTIATOR〜』
宇佐木玲子がP230JPを使用する。
『コピーキャット』
サンフランシスコ市警察、メアリー・ジェーン・モナハン刑事が使用。
『ジョシデカ!-女子刑事-』
畑山来実がP230SLを使用する。
『スピード2』
中盤でガイガーが使用。コンピュータ端末の中に隠し持っている。
『西部警察 SPECIAL』
日下直美がP230JPを使用する。
『デスノート Light up the NEW world』
デスノート対策本部の紅一点七瀬聖がP230JPを使用。
『ニッポンノワール-刑事Yの反乱-』
警視庁公安部の眞木がP230JPを使用。初登場である第6話の病院のシーンでは、銃身にサプレッサーを装着していた。また、作中で本銃を使用しているのは眞木のみであり、公安部を含めた他の刑事達は、同じく日本警察正式採用銃のS&W M360J SAKURAを使用。
『バイオハザードIV アフターライフ』
ベネットがP230SLを使用する。
『はぐれ刑事純情派』
刑事課員が使用する。ニューナンブM60から更新。
『ボーダーライン』
主人公が所持。
『三毛猫ホームズの推理』
捜査一課全員がP230JPを所持。
『ラスト・アクション・ヒーロー』
ダニーがスレイターの車のダッシュボードにあった銃の中からP230SLを使用。
『ワイルド・スピード EURO MISSION』
ジゼルがP232SLを所持。

## 漫画・アニメ
『今際の路のアリス』
木鞠隆一が使用。
『018』
『CANDY & CIGARETTES』
元SPで殺し屋の平賀雷蔵が、32.ACP弾モデルのP230SLにサプレッサーを装着して使用している。
『GUNSLINGER GIRL』
トリエラがP230SLを、ヒルシャーがP232を使用する。
『SP 警視庁警備部警護課第四係』
SP配属の警官がP230JPを使用する。
『UN-GO』
『クロムクロ』
ソフィー・ノエルがP230を使用する。
『ジオブリーダーズ』
琴井と嶋崎事務官がP230を使用する。
『とでんか少年探偵団』
『マイアミ☆ガンズ』
主人公の１人天野ルウがアニメ版でP230SLを使用してる。
『未来日記』
『ワイルダネス』
玉挑恵那がP230とP232を使用する。

## 小説
『安積班シリーズ 東京湾臨海署安積班 最前線』
安積剛志がP230JPを使用する。
『バニラ A sweet partner』
刑事の元川宏幸が支給品のP230JPを装備している。発砲シーンはないが、連続狙撃殺人犯に元川が狙撃された際、弾丸が元川ではなく携帯中のP230JPに命中したことで元川は致命傷を受けずに済んだ。なお、劇中の日本では自衛の為の銃器所持が合法化されているため、元川は個人所有のスタームルガーP90を別個に装備しており、P230JPは実質的なサイドアームと化している。
『薬師寺涼子の怪奇事件簿』
薬師寺涼子がP230JPを使用する。